# MacDonnell Road
MacDonnell Road (chinesisch 麥當勞道, Pinyin mài dāng láo dào, Yale mak6 dong1 lou4 dou6, früher 麥當奴道) ist eine Straße in den Mid-levels von Hongkong. Sie gilt als eine der teuersten Adressen in den Central Mid-levels, zusammen mit Old Peak Road, Magazine Gap Road, Tregunter Path, Bowen Road, Borett Road und May Road.

## Namen
Die Straße ist nach dem Gouverneur von Hongkong Richard Graves MacDonnell benannt.
Die heutige Canton Road in Tsim Sha Tsui hieß ursprünglich ebenfalls MacDonnell Road. Um Verwechslungen zu vermeiden, wurde sie umbenannt.

## Verlauf
Die Macdonnell Road beginnt an der Garden Road, verläuft westwärts in den Mid-Levels und endet in der Kennedy Road, zu welcher sie auch teilweise parallel verläuft. Die Straße liegt auf ca. 100 m. Oberhalb verläuft die Magazine Gap Road und die Bowen Road.
In der Straße ist der Sitz des Büro des Kommissars des Außenministeriums der Volksrepublik China in Hongkong (中華人民共和國外交部駐香港特別行政區特派員公署). Die Peak Tram trifft in der Nähe des St. Paul's Co-educational College (聖保羅男女中學) auf die Straße.
Außer mit der Peak Tram kann die MacDonnell Road auch mit Citybus route 12A von Admiralty und Public light bus route 1A von Star Ferry in Central erreicht werden.